# NGC 4017
NGC 4017 is een balkspiraalstelsel in het sterrenbeeld Hoofdhaar. Het en werd op 11 april 1785 ontdekt door de Duits-Britse astronoom William Herschel.

## Synoniemen
- UGC 6967
- IRAS 11561+2743
- MCG 5-28-65
- Arp 305
- ZWG 157.69
- VV 424
- KUG 1156+277
- PGC 37705